# 莱兹-克兰尚
莱兹-克兰尚（法語：Laize-Clinchamps，法語發音：[lɛz klɛ̃ʃɑ̃]）是法国卡尔瓦多斯省的一个市镇，属于卡昂区。该市镇于2017年由原市镇莱兹城和奥恩河畔克兰尚合并而成。

## 地理
莱兹-克兰尚（49°4'56"N, 0°22'52"W）面积8.13 平方千米，位于法国诺曼底大区卡爾瓦多斯省，该省份为法国西北部沿海省份，北濒大西洋英吉利海峡，东北与滨海塞纳省以海上边界相接，东临厄尔省，南至奧恩省，西与芒什省接壤。
与莱兹-克兰尚接壤的市镇（或旧市镇、城区）包括：弗格罗勒-比利、丰特奈勒马尔米永、弗雷内勒皮瑟、布隆、米特雷西、奥恩河畔阿马耶。
莱兹-克兰尚的时区为UTC+01:00、UTC+02:00（夏令时）。

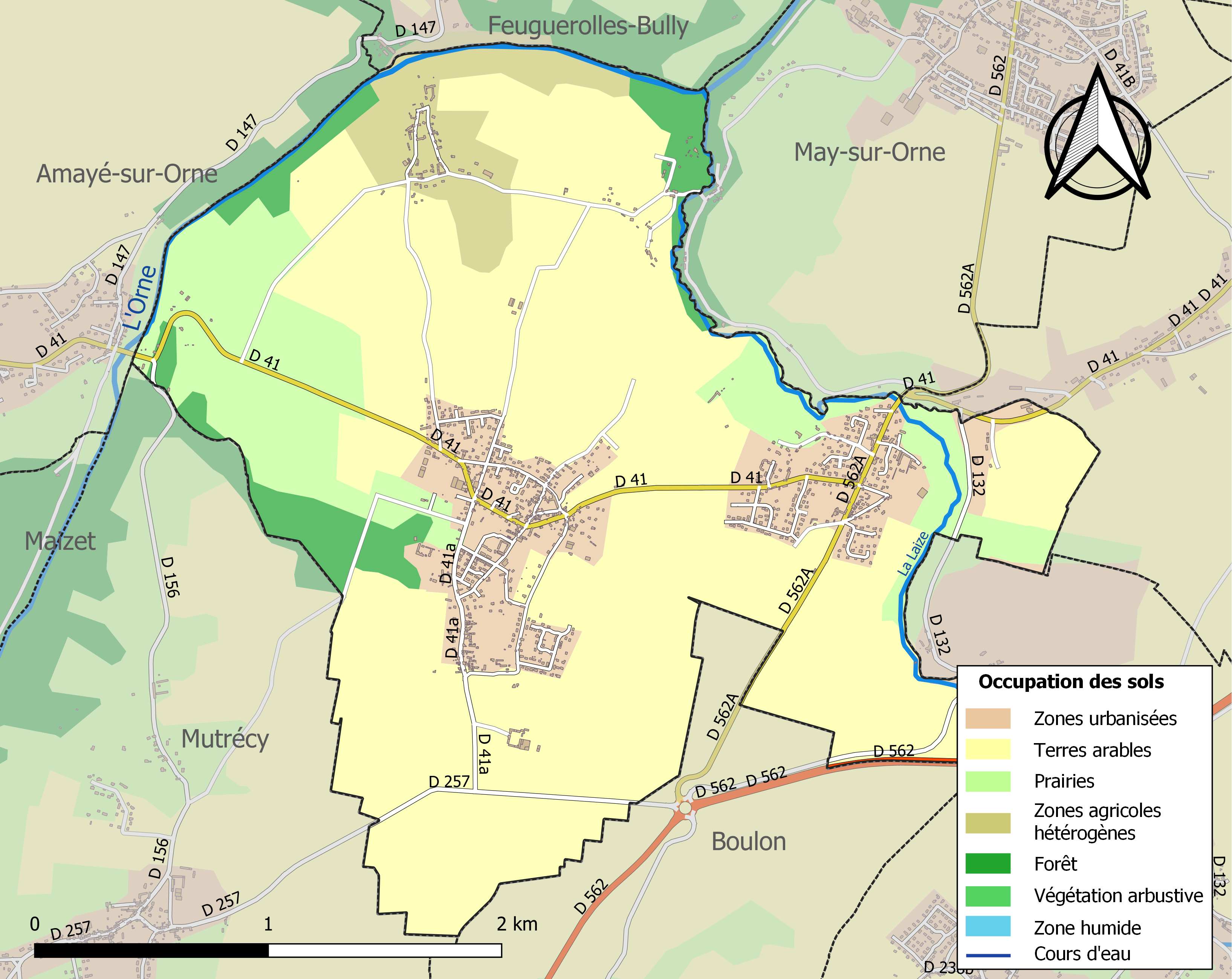
莱兹-克兰尚的OSM定位图

## 行政
莱兹-克兰尚的邮政编码为14320，INSEE市镇编码为14349。

## 政治
莱兹-克兰尚所属的省级选区为埃夫勒西县。

## 人口
莱兹-克兰尚于2022年1月1日时的人口数量为2150人。